# Fossettes
Pour plus de détails, voir Fiche technique et Distribution.
Fossettes (Titre original : Dimples) est un film américain réalisé par William A. Seiter, sorti en 1936.

## Synopsis
New York, 1853. Dimples, 8 ans, est une marchande de rue de la Bowery qui vit avec son grand-père pickpocket, connu comme le professeur Eustace Appleby. Elle est engagée pour animer une soirée dans la maison du Washington Square Park de la riche veuve Caroline Drew. Cette dernière est tellement charmée par Fossettes qu'elle ouvre sa maison et son cœur à l'enfant, lui offrant une vie de confort et d'abondance.
Le neveu de Mme Drew, Allen, un producteur de théâtre, abandonne sa bien-aimée Betty Loring pour l'actrice hautaine Cleo Marsh. Sa famille est scandalisée mais Allen poursuit son objectif de monter une toute nouvelle pièce, La Case de l'oncle Tom avec Fossettes dans le rôle de la petite Eva.
Pendant les répétitions, Fossette se languit de son grand-père et retourne dans son humble demeure, refusant de bouger sans le vieil homme. Madame Drew retrouve Dimples et apporte une solution à l'impasse. Allen réalise qu'il aime Betty et est réuni avec elle. Fossettes finit par apparaître dans le premier spectacle de ménestrel de la ville de New York.

## Fiche technique
- Titre : Fossettes
- Titre original : Dimples
- Réalisation : William A. Seiter
- Scénario : Arthur Sheekman et Nat Perrin
- Direction artistique : William S. Darling
- Décorateur de plateau : Thomas Little
- Costumes : Gwen Wakeling et Sam Benson (non crédité)
- Photo : Bert Glennon
- Montage : Herbert Levy
- Producteur : Nunnally Johnson (producteur associé)
- Société de production et de distribution : 20th Century Fox
- Directeur musical : Louis Silvers
- Musique : R.H. Bassett, David Buttolph et Cyril J. Mockridge (non crédités)
- Chorégraphe : Bill Robinson
- Pays de production :  États-Unis
- Langue : anglais
- Métrage : 2 166,50 m (8 bobines)
- Format : noir et blanc — 35 mm — 1,37:1 — son : mono (Western Electric Noiseless Recording)
- Genre : Comédie musicale
- Durée : 79 minutes
- Dates de sortie : 
  - États-Unis : 9 octobre 1936 (New York)
  - États-Unis : 16 octobre 1936 (sortie nationale)

## Distribution
- Shirley Temple (VF : Colette Borelli) : Sylvia 'Dimples' Dolores Appleby
- Frank Morgan (VF : Servatius) : le professeur Eustace Appleby
- Helen Westley (VF : Renée Corciade) : Mme Caroline Drew
- Robert Kent (VF : René Dary) : Allen Drew
- Stepin Fetchit : Cicero
- Astrid Allwyn : Cleo Marsh
- Brook Byron : Betty Loring
- Berton Churchill : le colonel Jasper Loring
- Paul Stanton : M. St. Clair
- Julius Tannen : Emery T. Hawkins
- John Carradine : Richards
- Billy McClain : Rufus
- Jack Rube Clifford : l'oncle Tom
- Betty Jean Hainey : Topsy
- Hall Johnson Choir : Choir